# Rimae Gutenberg
Rimae Gutenberg – grupa rowów  na powierzchni Księżyca o średnicy około 330 km. Znajduje się pomiędzy Mare Fecunditatis a Mare Nectaris na współrzędnych selenograficznych ☾ 5,0°S 38,0°E/-5,000000 38,000000. Nazwa tego systemu kanałów została nadana w 1964 roku przez Międzynarodową Unię Astronomiczną i pochodzi od pobliskiego krateru Gutenberg.